# Eugeniusz Helbert
Eugeniusz Helbert (ur. 23 lipca 1951 w Warszawie) – polski artysta fotograf. Członek rzeczywisty Okręgu Warszawskiego Związku Polskich Artystów Fotografików.

## Działalność
Mieszka i pracuje w Warszawie. Jest fotografem prasowym, dydaktykiem. Wieloletni współpracownik Muzeum Azji i Pacyfiku w Warszawie. Jest członkiem Stowarzyszenia Dziennikarzy Polskich, fotografem Polskiej Agencji Fotografów Forum oraz członkiem Związku Zawodowego Twórców Kultury. Miejsce szczególne w jego twórczości zajmuje fotografia abstrakcyjna, fotografia architektury, krajobrazu, fotografia kreacyjna, fotografia martwej natury, przyrody oraz fotografia reportażowa.
Jest autorem i współautorem wielu wystaw fotograficznych; indywidualnych i zbiorowych. W 2002 roku został przyjęty w poczet członków Fotoklubu Rzeczypospolitej Polskiej Stowarzyszenia Twórców. Decyzją Komisji Kwalifikacji Zawodowych Fotoklubu RP, otrzymał dyplom potwierdzający kwalifikacje do wykonywania zawodu artysty fotografa, fotografika (legitymacja nr 157). W działalności Fotoklubu RP uczestniczył do 2021.

## Wystawy indywidualne
- Małe Ojczyzny – galeria SDP Warszawa
- Warszawa z kajeciku – podcienia ratusza miejskiego w Warszawie
- Po Kątach – wspomnienia z wakacji (Festiwal Fotografii w Wojnowie)
- Małe Ojczyzny II – Kazimierz Dolny
- Balet – impresje fotograficzne na temat przedstawień baletowych Teatru Wielkiego w Warszawie (Festiwal Fotografii w Wojnowie)
- 21 kartek z kajeciku – Mała Galeria ZPAF w Warszawie
- 21 kartek z kajeciku – Chorzowskie Centrum Kultury
- 21 kartek z kajeciku – Galeria Okręgu Szczecińskiego ZPAF (2019)
- 21 kartek z kajeciku – Katowickie Centrum Kultury
- 21 kartek z kajeciku – Dom Kultury Kolorowa (Warszawa 2022)[23]
- I zostaną tylko cienie – Galeria im. Sleńdzińskich w Białymstoku
- I zostaną tylko cienie – Centrum Kultury w Łomży (2024)[24]
- I zostaną tylko cienie – Galeria Okręgu Szczecińskiego ZPAF (2024)[25]
- I zostaną tylko cienie – Mała Galeria Fotografii w Muzeum Historii Miasta Przemyśla (2024)[26]

Źródło